# Maasim
Maasim è una municipalità di terza classe delle Filippine, situata nella Provincia di Sarangani, nella regione di Soccsksargen.
Maasim è formata da 16 baranggay:
- Amsipit
- Bales
- Colon
- Daliao
- Kabatiol
- Kablacan
- Kamanga
- Kanalo
- Lumasal
- Lumatil
- Malbang
- Nomoh
- Pananag
- Poblacion (Maasim)
- Seven Hills
- Tinoto